# St. Petersburg Open 2009
Il St. Petersburg Open 2009 è stato un torneo di tennis giocato sul cemento indoor. 
È stata la 15ª edizione del St. Petersburg Open, che fa parte della categoria ATP World Tour 250 series nell'ambito dell'ATP World Tour 2009. Il torneo si è giocato al Petersburg Sports and Concert Complex di San Pietroburgo in Russia, dal 25 ottobre al 1º novembre 2009.

## Partecipanti

### Teste di serie
| Nazionalità | Giocatore        | Ranking1 | Testa di serie |
| ----------- | ---------------- | -------- | -------------- |
| Russia      | Michail Južnyj   | 30       | 1              |
| Romania     | Victor Hănescu   | 31       | 2              |
| Serbia      | Viktor Troicki   | 32       | 3              |
| Francia     | Jérémy Chardy    | 36       | 4              |
| Russia      | Igor' Andreev    | 41       | 5              |
| Russia      | Evgenij Korolëv  | 51       | 6              |
| Uruguay     | Pablo Cuevas     | 52       | 7              |
| Argentina   | Horacio Zeballos | 54       | 8              |

- Ranking al 19 ottobre 2009

### Altri partecipanti
Giocatori che hanno ricevuto una Wild card:
- Stanislav Vovk
- Andrej Kuznecov
- Michail Elgin

Giocatori passati dalle qualificazioni:

- Oleksandr Dolhopolov Jr.
- Petru-Alexandru Luncanu
- Jurij Ščukin
- Serhij Stachovs'kyj

Giocatori entrati con un invito speciale al primo turno:
- Michail Kukuškin
- Illja Marčenko

## Campioni

### Singolare
Serhij Stachovs'kyj ha battuto in finale  Horacio Zeballos con il punteggio di 2–6, 7–6(8), 7–6(7)

### Doppio
Colin Fleming /  Ken Skupski hanno battuto in finale  Jérémy Chardy /  Richard Gasquet 2–6, 7–5, [10–4]